# Ngải cứu
Ngải cứu còn có tên thuốc cứu, nhả ngải (tiếng Tày), bắc ngải, danh pháp hai phần: Artemisia vulgaris, là một loài thực vật thuộc họ Cúc (Asteraceae).
Ngải cứu là cây thân thảo, sống lâu năm, lá mọc so le, chẻ lông chim, phiến men theo cuống đến tận gốc, dính vào thân như có bẹ, các thùy hình mác hẹp, đầu nhọn, mặt trên màu lục sậm, mặt dưới phủ đầy lông nhung màu trắng. Những lá ở ngọn có hoa không chẻ.
Cây ngải cứu ưa ẩm, dễ trồng bằng cách giâm cành hay cây con.

## Mô tả
Cây cỏ, sống nhiều năm, cao 0,4 - 1m; cành non có lông. Lá mọc so le, phiến lá xẻ lông chim, mặt trên xanh sẫm, mặt dưới màu trắng xám, có lông. Vò nát có mùi thơm hắc. Cụm hoa hình đầu nhỏ, màu vàng lục nhạt, mọc tập trung thành từng chùm kép ở đầu cành. Quả bé nhỏ, không có túm lông.

## Phân bố
Ngải cứu có nguồn gốc ôn đới tới cận nhiệt đới và nhiệt đới châu Âu, châu Á, Bắc Phi. Du nhập vào Alaska, Bắc Mỹ, Trung Mỹ, đảo Anh và Nam Phi; trong đó một số vùng coi nó là cỏ dại xâm lấn.
Hiện tại, người ta công nhận 2 phân loài và 1 thứ như sau:
- Artemisia vulgaris subsp. inundata Darijma, 1992:[3] Đặc hữu Mông Cổ.
- Artemisia vulgaris subsp. vulgaris:[4] Nguyên chủng, phân bố rộng trong khắp khu vực sinh tồn.
- Artemisia vulgaris var. xizanensis Y.Ling & Y.R.Ling, 1980:[5] Đặc hữu miền đông Tây Tạng.

## Thành phần
Lá ngải cứu chứa tinh dầu, các flavonoid, các amino acid, như adenin, cholin.

## Dược tính và cách dùng
Theo Y học cổ truyền, lá cây ngải cứu chứa nhiều chất kháng khuẩn và tinh dầu giúp giảm đau rất hiệu quả. Bên cạnh đó ngải cứu chứa các hoạt chất cineol, dehydro matricaria este, tricosanol, tetradecatrilin,... giúp giảm cơn đau thần kinh hiệu quả. Ngải cứu có vị đắng, mùi thơm, tính ấm, được sử dụng lâu đời trong dân gian và trong Đông y để:
- Cầm máu: phụ nữ kinh nguyệt không đều, có thai ra huyết, thổ huyết, chảy máu cam, đái ra máu.
- Giảm đau nhức.
- Sát trùng, kháng khuẩn: ghẻ lở, trị viêm da, dị ứng, viêm gan, trừ giun nhờ tinh dầu có tính kháng khuẩn cao.
- Điều hòa khí huyết, đau kinh, ôn kinh, an thai.
- Đau bụng do lạnh, nôn mửa, kiết lỵ.
- Bạch đới, phong thấp, hàn thấp.
- Lợi tiểu.

Ngải cứu có hoạt chất diệt và đuổi côn trùng.

### Cách dùng
Lá ngải cứu sao cháy hoặc lấy lá ngải cứu tươi giã nát, thêm 1/3 muỗng cà phê muối đắp lên vết thương, cầm máu nhanh.

## Lưu ý khi sử dụng
- Đối với phụ nữ mang thai: Không ăn hoặc uống nước ngải cứu trong thời gian 3 tháng đầu của thai kỳ tránh ảnh hưởng tới sức khỏe của thai nhi.
- Tinh dầu có trong ngải cứu có thể gây độc cho gan, thận và ảnh hưởng tới quá trình trao đổi chất khác.
- Người bị rối loạn đường ruột nên tránh sử dụng ngải cứu bởi ngải cứu sẽ gây khó khăn cho việc kiểm soát quá trình trị bệnh liên quan tới đường ruột.

## Hình ảnh

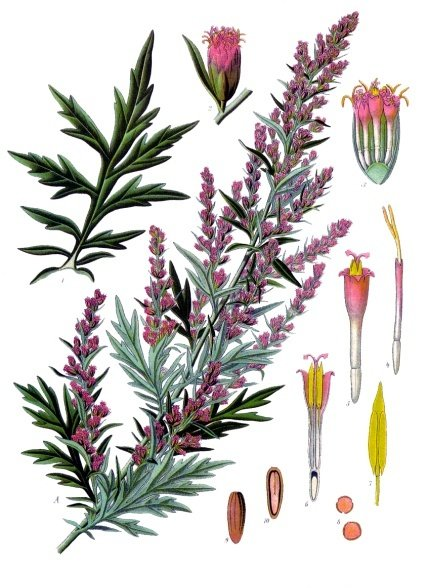
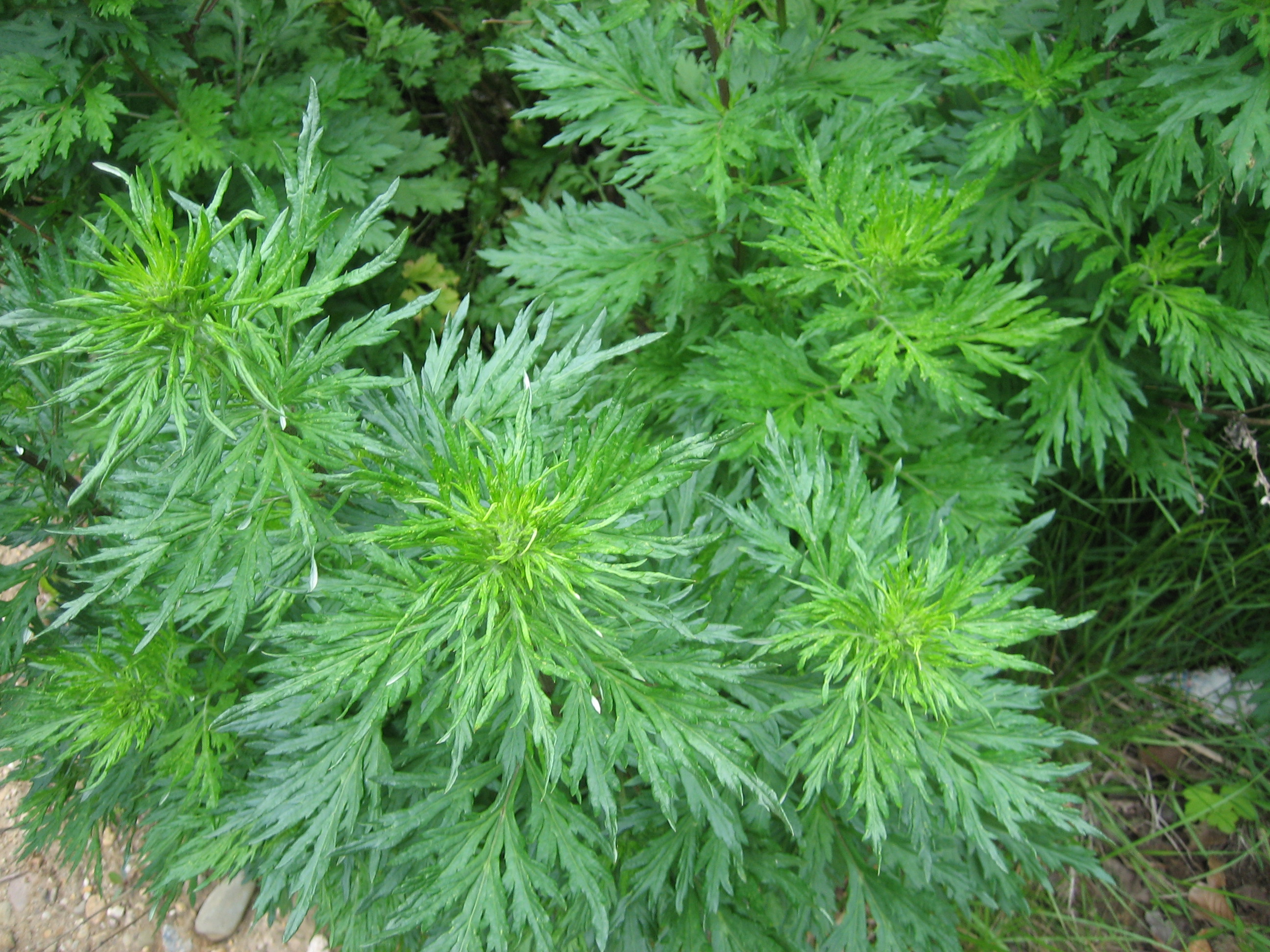
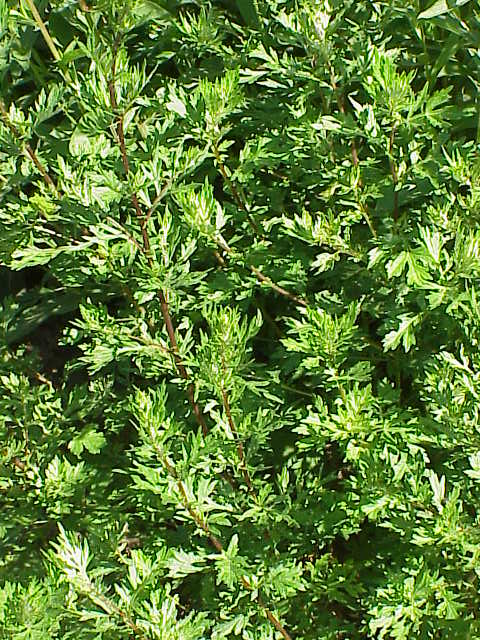
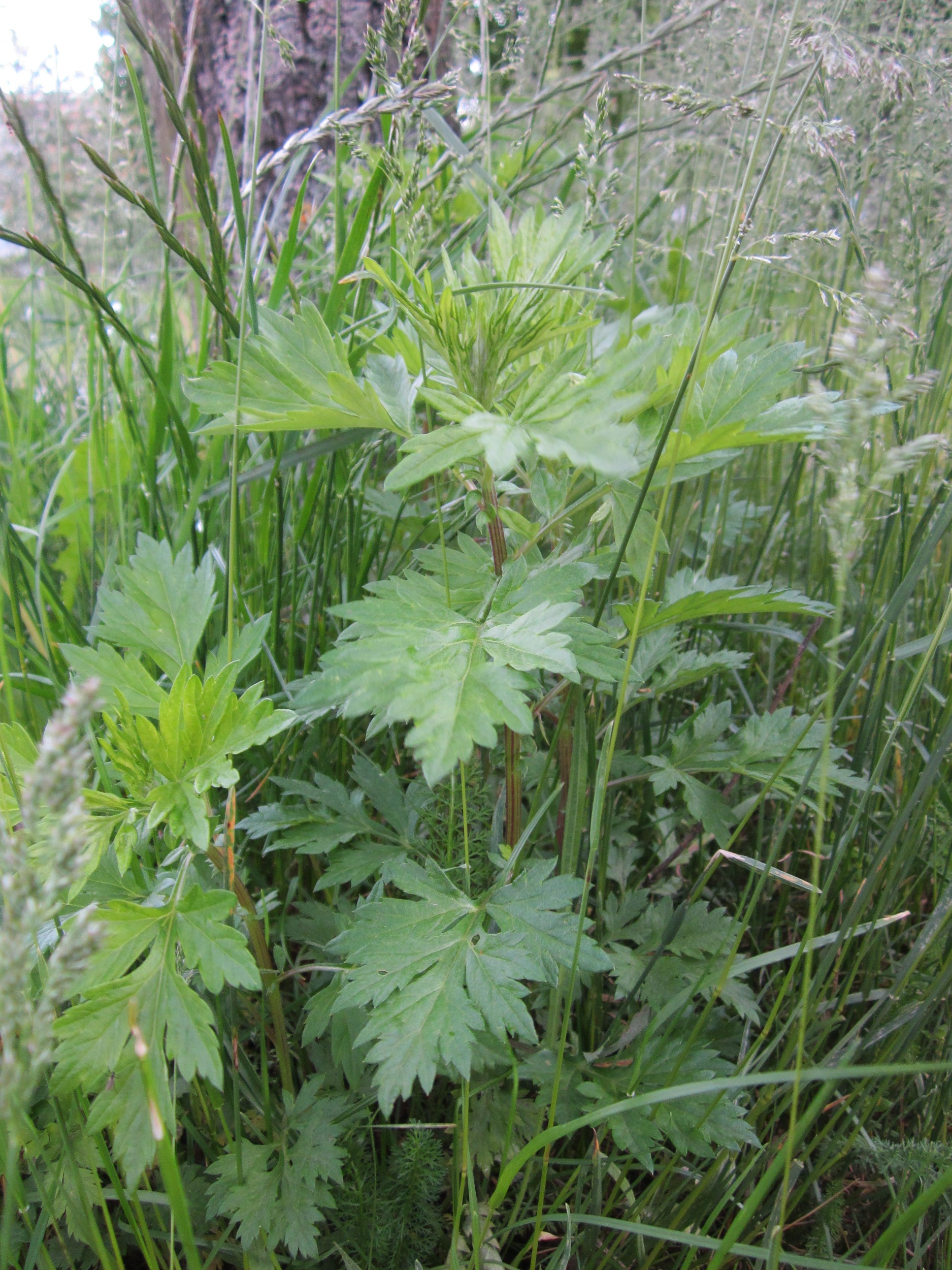